# Trietazin
Trietazin ist eine chemische Verbindung aus der Gruppe der Triazine.

## Eigenschaften
Trietazin ist ein brennbarer, schwer entzündbarer, farbloser Feststoff, der praktisch unlöslich in Wasser ist. Er zersetzt sich bei Erhitzung. Der Abbau der Verbindung im Boden (und bei Einwirkung starker Basen und Säuren) erfolgt unter Chlor-Abspaltung zur Hydroxy-Verbindung, Desalkylierung der Seitenketten und Ringspaltung.

## Verwendung
Trietazin ist ein von Geigy Ende der 1950er Jahre entdecktes und durch Fisons (jetzt Bayer CropScience) eingeführtes selektives Vorauflauf-Herbizid. Es wird über Wurzeln und Blätter der behandelten Pflanzen aufgenommen und greift in die Photosynthese der Pflanzen ein, indem sie im Photosystem II den Elektronentransport hemmt (Hemmung der Hill-Reaktion). Trietazin wird zur Unkrautbekämpfung meist in Kombination mit anderen Wirkstoffen, zum Beispiel Linuron vor allem im Kartoffelanbau eingesetzt. In Japan wird es bei Chrysanthemen eingesetzt.

## Zulassungsstatus
Trietazin war von 1975 bis 1986 in Deutschland zugelassen.
In den Staaten der EU und in der Schweiz sind Pflanzenschutzmittel mit dem Wirkstoff Trietazin nicht mehr zugelassen.